# Velîki Kopani (Velîki Kopani), Oleșkî
Velîki Kopani (în ucraineană Великі Копані) este localitatea de reședință a comunei Velîki Kopani din raionul Oleșkî, regiunea Herson, Ucraina.

## Demografie
Componența lingvistică a localității Velîki Kopani
     Ucraineană (91,03%)
     Rusă (6,77%)
     Alte limbi (0,55%)
Conform recensământului din 2001, majoritatea populației localității Velîki Kopani era vorbitoare de ucraineană (91,03%), existând în minoritate și vorbitori de rusă (6,77%) și armeană (1,43%).